# 275

## Починали
- Аврелиан, римски император